# Khaled al-Asaad
Khaled al-Asaad (Arabisch: خالد الأسعد) (Tadmoer, vermoedelijk 1932 – aldaar, 18 augustus 2015) was een Syrische archeoloog, die het grootste deel van zijn leven wijdde aan werkzaamheden omtrent de historische stad Palmyra, met name het opgraven en restaureren van delen hiervan. Gedurende 40 jaar was hij hiervoor de hoofdverantwoordelijke ter plekke.
Asaad werd in de zomer van 2015 ontvoerd en onthoofd door strijders van IS, die er enkele maanden daarvoor in waren geslaagd om het gebied te veroveren.

## Carrière
Asaad studeerde geschiedenis en pedagogiek aan de Universiteit van Damascus. Hij schreef meerdere historische boeken en wetenschappelijke verhandelingen over de oude stad. Hij bezat veel kennis van het Aramees en was tot 2011 ook vertaler. Hij was ook betrokken bij het organiseren van tentoonstellingen over Palmyra, waarvan de eerste in 1974 werd gehouden in het Petit Palais van Parijs.
Zijn inspanningen hebben er in belangrijke mate aan bijgedragen dat Palmyra in 1980 werd toegevoegd aan de Werelderfgoedlijst.
Vlak voordat Palmyra in mei 2015 in handen van IS viel, hielp Asaad met het ontruimen van het museum. De meeste voorwerpen die zich hierin bevonden konden tijdig in veiligheid worden gebracht.

### Politiek
Volgens zijn schoonzoon heeft Khaled al-Asaad zich in 1954 aangesloten bij de Arabische Socialistische Ba'ath-partij. Hij werd er door IS van beschuldigd samen te werken met het regime van president Bashar al-Assad. Dit was een van de redenen voor IS om hem gevangen te nemen, naast het feit dat ze hoopten belangrijke gegevens over de archeologische plek uit hem te krijgen. Er is echter geen rechtstreeks bewijs dat Asaad de Syrische president daadwerkelijk steunde.

## Overlijden
In juli 2015 werd Asaad door IS ontvoerd en gemarteld, maar weigerde iets los te laten. Uiteindelijk werd hij op 18 augustus onthoofd. Zijn hoofd en lichaam werden publiekelijk tentoongesteld.
Zijn zoon Walid is met hem gevangengenomen, maar het lot van Walid is tot op heden onbekend.

## Varia
Een van zijn dochters noemde hij Zenobia, naar de koningin die in de 3e eeuw over Palmyra regeerde. Zijn betrokkenheid bij de oude stad leverde hem de bijnaam "Mr. Palmyra" op.

## Publicaties (selectie)
- The Palmyra Sculptures
- Zenobia, the Queen of Palmyra and the Orient